# کالج سیتی، کالیفرنیا
کالج سیتی (به انگلیسی: College City) یک منطقهٔ مسکونی در ایالات متحده آمریکا است که در شهرستان کولوزا، کالیفرنیا واقع شده‌است. کالج سیتی ۸٫۴۹۲ کیلومتر مربع مساحت و ۲۹۰ نفر جمعیت دارد و ۲۲ متر بالاتر از سطح دریا واقع شده‌است.